# Université fédérale d'Extrême-Orient
L'Université fédérale d'Extrême-Orient (en russe : Дальневосточный федеральный университет, Dalnevostotchny federalny ouniversitet) est un établissement d'enseignement supérieur situé à Vladivostok en Russie.

## Histoire
Créée en 1899, l'université avait originellement pour but la formation commerciale, industrielle et administrative pour aménager la partie est asiatique de la Russie. Elle a dispensé ses enseignements jusqu'en 1930, lorsque Staline décida de sa fermeture. Néanmoins, elle fut rouverte en 1956, deux ans après la visite de Nikita Khrouchtchev.

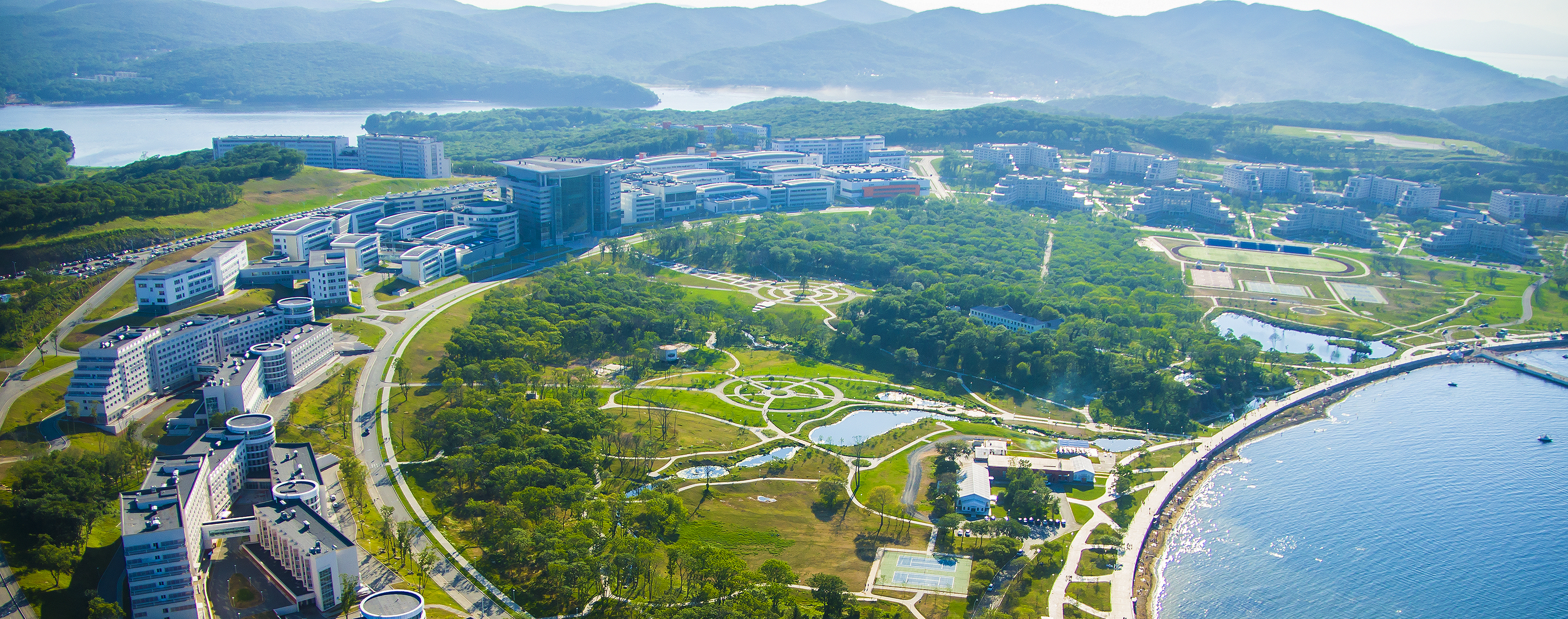
Campus de l'université.

À partir de 2010, l'université a été réorganisée pour former un nouveau centre régional et un nouveau campus a été construit sur l'île Rousski, face à la ville.

## Structure
L'UFEO comprend 27 établissements, 1 académie, 47 facultés et leurs départements, plus de 400 centres et des laboratoires, pour la plupart en Extrême-Orient russe .

## Enseignements

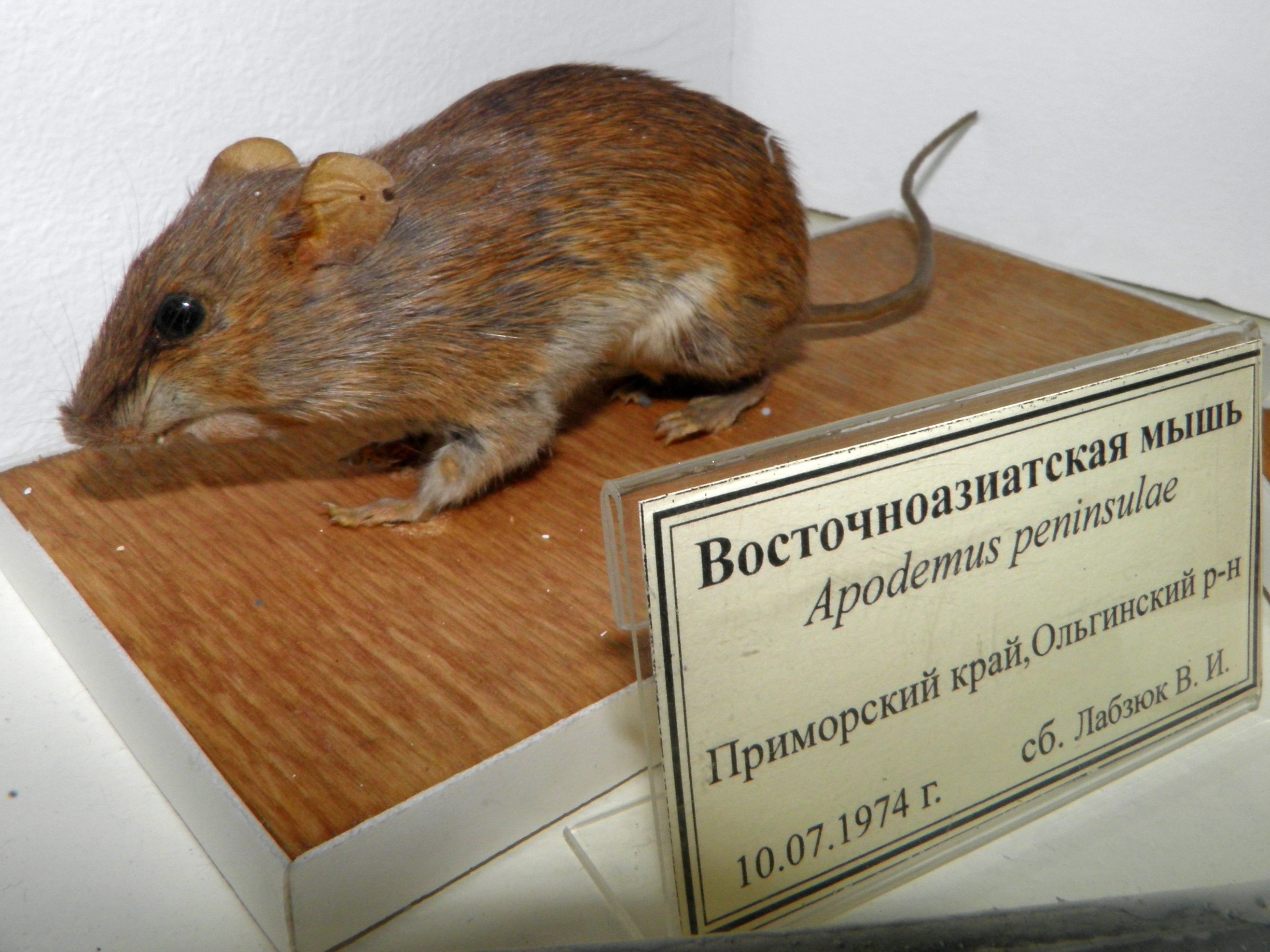
Apodemus peninsulae naturalisé dans le musée scientifique de l'université.